# Cussy-le-Châtel
Cussy-le-Châtel ist eine französische Gemeinde mit 120 Einwohnern (Stand: 1. Januar 2022) im Département Côte-d’Or in der Region Bourgogne-Franche-Comté. Sie gehört zum Kanton Arnay-le-Duc und zum Arrondissement Beaune.
Nachbargemeinden sind Chazilly im Norden, Sainte-Sabine im Nordosten, Painblanc im Osten, Culètre im Süden und Longecourt-lès-Culêtre im Westen.

## Bevölkerungsentwicklung
| Jahr                       | 1962 | 1968 | 1975 | 1982 | 1990 | 1999 | 2008 | 2015 |
| -------------------------- | ---- | ---- | ---- | ---- | ---- | ---- | ---- | ---- |
| Einwohner                  | 183  | 172  | 149  | 123  | 121  | 100  | 114  | 105  |
| Quellen: Cassini und INSEE |      |      |      |      |      |      |      |      |